# Гадерслев (футбольний стадіон)
Стадіон «Гадерслев» або «Сидбанк Парк» (дан. Haderslev Fodboldstadion, Sydbank Park) — футбольний стадіон у місті Гадерслев, Данія, домашня арена ФК «Сеннер'юск».
Стадіон побудований та відкритий 2001 року. У 2011 році розширений, в результаті чого кількість сидячих місць збільшено до 1500. Новою вимогою Суперліги була наявність не менше 3 000 сидячих місць. У 2013 році кількість сидячих місць збільшена на 3 000 за рахунок спорудження нової критої трибуни. Потужність арени становить 10 000 глядачів, 4 500 з яких забезпечені сидячими місцями. 2014 року облаштовано VIP-ложу, офісні приміщення, зокрема, головний офіс футбольної академії «Сеннер'юска», зал на 150 осіб, конференц-зал із 44 місцями, споруджено готельні апартаменти, де, зокрема, проживають футболісти «Сеннер'юска» та зупиняються гравці і персонал гостьових команд. 
У 2012 році підписано спонсорську угоду із компанією «Sydbank», в результаті чого стадіон перейменовано на «Сидбанк Парк». Спонсор арени планує її подальшу реконструкцію, у ході якої буде облаштовано сидячі місця на всіх трибунах та здійснені заходи для покращення телетрансляцій з арени.